# Грундмане, Дзинтра Яновна
Дзинтра Яновна Грундмане (латыш. Dzintra Grundmane; 11 августа 1944, Рига — 16 января 2024, Латвия) — советская латвийская баскетболистка. Заслуженный мастер спорта СССР (1972). Командор Большого креста Ордена Трёх звёзд.

## Биография
Окончила среднюю школу № 5 г. Риги. С шестого класса занималась в Рижской ДЮСШ № 3, первый тренер — Викторс Струпович. С 1962 года выступала за одну из сильнейших команд чемпионата СССР — ТТТ.
- Обладатель Кубка европейских чемпионов (11): 1964, 1965, 1966, 1967, 1968, 1969, 1971, 1972, 1973, 1974, 1975
- Чемпион СССР (12): 1963, 1964, 1965, 1966, 1968, 1969, 1970, 1971, 1972, 1973, 1974, 1975
- Чемпион Спартакиады народов СССР (4): 1963, 1967, 1971, 1975
- Чемпион Латвийской ССР (2): 1965, 1974.

Окончила Рижский университет, географический факультет, специальность «внешнеэкономическая география» (1972) и ВГИК (1988).
В 1974—1989 годах работала на Рижской киностудии директором сектора хроникально-документальных фильмов.
С 1990 года работала директором вновь созданного Латвийского музея спорта. Читала лекции в Латвийском университете.
В 2002—2014 гг. работала в Латвийском университете на факультете педагогики, психологии и искусства, где была доцентом кафедры спортивного воспитания.

## Государственные награды
- Командор Ордена Трёх звёзд I степени (1998)